# Václav Breindl
Václav Breindl (29. prosince 1890 Královské Vinohrady– 14. června 1948 Praha) byl český zoolog, proslavený především jako parazitolog.
V letech 1914–1916 pracoval v Albánii v parazitologické a bakteriologické laboratoři. Spolu s Juliem Komárkem napsali Všeobecnou zoologii a Život zvířat.
Byl členem profesorského sboru Přírodovědecké fakulty Univerzity Karlovy.